# 關口車站 (日本)
關口站（日语：／ Sekiguchi eki */?）是長良川鐵道越美南線的一座鐵路車站，位於日本岐阜縣關市。

## 概要
該站的站舍本體是一家佔地面積190平方公尺的便利店「羅森長良川鐵道關口站店」，入口上方裝飾有「LAWSON」字樣，靠近站台一側則標有站名。候車室也位於店內，但店內並無提供售賣車票服務。車站外側的牆壁上繪有已從長良川鐵道退役的長良1型氣動車圖案，站名旁也有長良川鐵道的標誌，體現了長良川鐵道的特色。
月台為單面側式月台，位於站舍南側。該站的主要乘客為上班族以及位於車站附近的岐阜縣立關高中的學生。
車站建在便利店中是因為原先站內設有一間咖啡廳，後來因店主年事已高被迫關閉，擁有站舍產權的長良川鐵道在尋找下一租客時，羅森表示有意進駐車站，但提出要先改裝站舍，因此便把新站建成了現在的樣子。

### 月台配置
| 月台   | 路線     | 方向      | 目的地             |
| ------ | -------- | --------- | ------------------ |
| 無編號 | 越美南線 | 下行·上行 | 美濃太田、北濃方向 |

## 歷史
- 1952年：作為日本國有鐵道越美南線的車站開業[2][5]。
- 1986年12月11日：國鐵越美南線改為長良川鐵道，本站亦成為長良川鐵道的車站[4]。
- 2013年4月：改為無人站[4]。
- 2013年8月：應羅森方面要求而新建的現站舍開業[4]。

## 利用狀況
根據關市統計，2008年以後各年，每日平均乘車人數均在400人左右。
| 1996 | 647 |
| 1997 | 776 |
| 1998 | 829 |
| 1999 | 660 |
| 2000 | 547 |
| 2001 | 500 |
| 2002 | 524 |
| 2003 | 483 |
| 2004 | 654 |
| 2005 | 462 |
| 2006 | 514 |
| 2007 | 548 |
| 2008 | 466 |
| 2009 | 417 |
| 2010 | 357 |
| 2011 | 427 |
| 2012 | 374 |
| 2013 | 357 |
| 2014 | 427 |
| 2015 | 418 |
| 2016 | 436 |
| 2017 | 402 |

## 相鄰車站
長良川鐵道
越美南線
關富岡－關口－關照前